# Mjanma na Letnich Igrzyskach Olimpijskich 2008
Mjanmę na Letnich Igrzyskach Olimpijskich 2008 reprezentowało 6 zawodników, 4 mężczyzn i 2 kobiety.

## Skład kadry

### Kajakarstwo
| Zawodnik           | Konkurencja         | Eliminacje | Eliminacje | Półfinał              | Półfinał              | Finał                 | Finał                 |
| Zawodnik           | Konkurencja         | Czas       | Poz.       | Czas                  | Poz.                  | Czas                  | Poz.                  |
| ------------------ | ------------------- | ---------- | ---------- | --------------------- | --------------------- | --------------------- | --------------------- |
| Phone Myint Tayzar | K-1 500 m mężczyzn  | 1:48.179   | 7          | 1:55.300              | 8                     | → Nie awansował dalej | → Nie awansował dalej |
| Phone Myint Tayzar | K-1 1000 m mężczyzn | 3:53.578   | 8          | → Nie awansował dalej | → Nie awansował dalej | → Nie awansował dalej | → Nie awansował dalej |

### Lekkoatletyka
| Zawodnik    | Konkurencja             | Kwal.    | Kwal. | Ćwierćfinał            | Ćwierćfinał            | Półfinał               | Półfinał               | Finał                  | Finał                  |
| Zawodnik    | Konkurencja             | Wynik    | Poz.  | Wynik                  | Poz.                   | Wynik                  | Poz.                   | Wynik                  | Poz.                   |
| ----------- | ----------------------- | -------- | ----- | ---------------------- | ---------------------- | ---------------------- | ---------------------- | ---------------------- | ---------------------- |
| Soe Min Thu | bieg na 5000 m mężczyzn | 15:50.56 |       | → Nie awansował dalej  | → Nie awansował dalej  | → Nie awansował dalej  | → Nie awansował dalej  | → Nie awansował dalej  | → Nie awansował dalej  |
| Lai Lai Win | bieg na 200 m kobiet    | 24.37    |       | → Nie awansowała dalej | → Nie awansowała dalej | → Nie awansowała dalej | → Nie awansowała dalej | → Nie awansowała dalej | → Nie awansowała dalej |

### Łucznictwo
| Zawodnik     | Konkurencja             | 1/64                            | 1/32                  | 1/16                  | Ćwierćfinał           | Półfinał              | Finał                 | Finał                 |
| Zawodnik     | Konkurencja             | Przeciwnik Wynik                | Przeciwnik Wynik      | Przeciwnik Wynik      | Przeciwnik Wynik      | Przeciwnik Wynik      | Przeciwnik Wynik      | Poz.                  |
| ------------ | ----------------------- | ------------------------------- | --------------------- | --------------------- | --------------------- | --------------------- | --------------------- | --------------------- |
| Nay Myo Aung | indywidualnie mężczyźni | Rafał Dobrowolski(13) L 110-106 | → Nie awansował dalej | → Nie awansował dalej | → Nie awansował dalej | → Nie awansował dalej | → Nie awansował dalej | → Nie awansował dalej |

### Pływanie
| Zawodnik | Konkurencje                   | Kwal. | Kwal. | Półfinał              | Półfinał              | Finał                 | Finał                 |
| Zawodnik | Konkurencje                   | Wynik | Poz.  | Wynik                 | Poz.                  | Wynik                 | Poz.                  |
| -------- | ----------------------------- | ----- | ----- | --------------------- | --------------------- | --------------------- | --------------------- |
| Kyaw Zin | 50 m stylem dowolnym mężczyzn | 26.17 | 3     | → Nie awansował dalej | → Nie awansował dalej | → Nie awansował dalej | → Nie awansował dalej |

### Wioślarstwo
| Zawodnik      | Konkurencja    | Kwal. 4 | Kwal. 4 | Ćwierćfinał 2 | Ćwierćfinał 2 | Półfinał C/D 2 | Półfinał C/D 2 | Finał D | Finał D |
| Zawodnik      | Konkurencja    | Czas    | Poz.    | Czas          | Poz.          | Czas           | Poz.           | Czas    | Poz.    |
| ------------- | -------------- | ------- | ------- | ------------- | ------------- | -------------- | -------------- | ------- | ------- |
| Latt Shwe Zin | jedynki kobiet | 8:42.23 | 4       | 8:17.76       | 6             | 8:24.23        | 5              | 8:00.05 | 3       |